# (34745) 2001 QV90
2001 QV90 (asteroide 34745) é um asteroide da cintura principal. Possui uma excentricidade de 0.10187410 e uma inclinação de 21.88274º.
Este asteroide foi descoberto no dia 22 de agosto de 2001 por LINEAR em Socorro.